# 小樽殺人事件
『小樽殺人事件』（おたるさつじんじけん）は、内田康夫の長編推理小説である。

## 登場人物
浅見光彦

## テレビドラマ

### 1986年版
『小樽殺人事件・北海〜能登〜安曇野・黒揚羽蝶は死の予告!オタモイ岬の女』は、テレビ朝日系の2時間ドラマ「土曜ワイド劇場」（土曜日21:02 - 23:21）で1986年10月11日に放送された。
キャスト
- 浅見光彦 - 篠田三郎
- いしだあゆみ
- 津田麻衣子 - 片平なぎさ
- 河原崎建三
- 高林由紀子

### 1996年版
『浅見光彦シリーズ6・小樽殺人事件』は、TBS系の2時間ドラマ「月曜ドラマスペシャル」（毎週月曜日21:00 - 22:54）で1996年4月1日に放送された。
キャスト
- 浅見光彦 - 辰巳琢郎
- 津田麻衣子 - 藤谷美紀
- 小山内祥江 - 高橋惠子
- 小山内章一 - 田山涼成
- 榎本靖二 - 峰岸徹
- 霜村俊澄 - 神保悟志
- 小山内俊子 - 長谷川稀世
- 明本 - ルー大柴
- 生田 - 浅野和之
- 鳥羽 - 名古屋章